# Xanthorhoe ruptifascia
Xanthorhoe ruptifascia är en fjärilsart som beskrevs av W. Warren 1897. Xanthorhoe ruptifascia ingår i släktet Xanthorhoe och familjen mätare. Inga underarter finns listade i Catalogue of Life.